# Jacquin-Halskraut
Das Jacquin-Halskraut (Trachelium jacquinii) ist eine Pflanzenart aus der Gattung der Halskräuter (Trachelium) und der Familie der Glockenblumengewächse (Campanulaceae).

## Merkmale
Die zahlreichen Stängel sind schlank, hängend-aufsteigend bis aufrecht und auf der ganzen Länge dicht beblättert. Die bis zu 5 Zentimeter langen Blätter sind lineal-länglich, elliptisch bis eilanzettlich, spitz, kahl und glänzend. Die oberen Blätter sind sitzend, die unteren kurz gestielt. Der kugelige Blütenstand hat einen Durchmesser von weniger als 15 Zentimeter. Die Krone ist hell blauviolett oder weiß. Die Kronröhre ist 5 Millimeter lang. Die Kronzipfel sind ebenfalls 5 Millimeter lang und linealisch.

## Taxonomie und Systematik
Das Jacquin-Halskraut wurde 1823 von Franz Wilhelm Sieber in Reise nach der Insel Kreta im griechischen Archipelagus im Jahr 1817 Band 1 Seite 437 und Band 2 Seite 316 als Phyteuma jacquinii erstbeschrieben. Sieber ehrte damit Nikolaus Joseph von Jacquin. Die Art wurde 1875 von Pierre Edmond Boissier in Flora Orientalis Band 3 Seite 961 als Trachelium jacquinii (Sieber) Boiss. in die Gattung Trachelium gestellt.
Man kann zwei Unterarten unterscheiden:
- Die Nominatform Trachelium jacquinii subsp. jacquinii (Syn.: Campanula jacquinii (Sieber) A.DC.) wächst auf Kreta in den Spalten senkrechter Felsen in Höhenlagen von 1100 bis 2200 Meter. Ihre Stängel sind aufsteigend bis aufrecht und 10 bis 15 Zentimeter hoch. Die Blätter sind 25 bis 50 Millimeter lang, 8 bis 15 Millimeter breit und elliptisch bis eilanzettlich. Die Krone ist 5 Millimeter lang. Die Chromosomenzahl ist 2n = 34.[1]

- Die Unterart Trachelium jacquinii subsp. rumelianum (Hampe) Tutin (Syn.: Campanula rumeliana (Hampe) Vatke, Trachelium rumelianum Hampe) kommt in Nordost-Griechenland, in Bulgarien und im europäischen Teil der Türkei[2] in montanen Felsspalten bis in Höhen von 1500 Meter vor. Die immergrüne ausdauernde krautige Pflanze erreicht Wuchshöhen von 10 bis 20 (selten bis 35) Zentimeter und bildet eine Pleiokorm-Wurzel aus. Die Blätter sind bis zu 3 Zentimeter lang, lanzettlich bis eiförmig-länglich und scharf gesägt. Die Krone ist bis 1 Zentimeter lang. Die Blütezeit reicht von Juli bis August, selten bis September.

Nach R. Govaerts werden diese Unterarten als eigenständige Arten angesehen und beide in die Gattung Campanula gestellt.

## Nutzung
Trachelium jacquinii subsp. rumelianum ist seit 1930 in Kultur und wird als Zierpflanze für Steingärten und Trockenmauern genutzt.